# Angelo Bonanni
Angelo Bonanni (Tivoli, 1978) è un tecnico del suono italiano.

## Biografia
Si è diplomato presso il Centro sperimentale di cinematografia di Roma come tecnico del suono.
Il suo lavoro come fonico in Veloce come il vento gli vale, nel 2017, il David di Donatello per il miglior suono. Premio che riceve anche per Non essere cattivo di Claudio Caligari nel 2016 e per Il primo re di Matteo Rovere nel 2020. 

## Filmografia
- Vedere Trieste, documentario (2004)
- Casilina Express, documentario (2005), di Tommaso Valente
- Nuovomondo (2006), regia di Emanuele Crialese (2006)
- È stato il figlio, regia di Daniele Ciprì (2011)
- Passione sinistra, regia di Marco Ponti (2012)
- Alì ha gli occhi azzurri, regia di Claudio Giovannesi (2012)
- Viaggio sola, regia di Maria Sole Tognazzi (2013)
- The Elevator, regia di Massimo Coglitore (2013)
- Smetto quando voglio, regia di Sydney Sibilia (2014)
- La foresta di ghiaccio, regia di Claudio Noce (2014)
- Arance & martello, regia di Diego Bianchi (2014)
- Zio Gianni 2, regia di Daniele Grassetti (2015)
- Non essere cattivo, regia di Claudio Caligari (2015)
- La prima volta (di mia figlia), regia di Riccardo Rossi (2015)
- Cloro, regia di Lamberto Sanfelice (2015)
- Alaska, regia di Claudio Cupellini (2015)
- Veloce come il vento, regia di Matteo Rovere (2016)
- The Pills - Sempre meglio che lavorare , regia di Matteo Vecchi (2016)
- La guerra dei cafoni, regia di Davide Barletti e Lorenzo Conte (2016)
- Fiore, regia di Claudio Giovannesi (2016)
- Smetto quando voglio - Masterclass, regia di Sydney Sibilia (2017)
- Cuori puri, regia di Roberto De Paolis (2017)
- American Assassin, regia di Michael Cuesta (2017)
- Io sono Tempesta, regia di Daniele Luchetti (2018)
- Made in Italy, regia di Luciano Ligabue (2018)
- Croce e delizia, regia di Simone Godano (2019)
- Il primo re, regia di Matteo Rovere (2019)
- Freaks Out, regia di Gabriele Mainetti (2020)
- Ferrari, regia di Michael Mann (2023)

## Riconoscimenti
David di Donatello
- 2016 - David di Donatello per il miglior fonico di presa diretta per Non essere cattivo
- 2017 - David di Donatello per il miglior suono per Veloce come il vento
- 2020 - David di Donatello per il miglior suono per Il primo re

Nastro d'argento
- 2016 per il miglior fonico di presa diretta 2016 per Non essere cattivo

Ciak d'oro
- 2016 - migliore sonoro in presa diretta per Veloce come il vento[2]